# Transports en commun de la ville d'Orange
Le réseau TCVO est un réseau de transport en commun français situé dans la Ville d'Orange, dans le département de Vaucluse. Le réseau est exploité par la société Transdev Vaucluse, filiale du groupe Transdev. Le réseau TCVO comprend 4 lignes de bus régulières avec une amplitude différente selon les lignes.
L'actuelle Délégation de service public prend fin en janvier 2022. Les bus revêtent une livrée bleue.

## Historique
Alors que l’année 2018 a vu la création d’une nouvelle ligne de bus urbain, 2019 pourrait voir la mise en place de navettes pendant la saison estivale. La Ville et TCVO sont en réflexion.
Ces véhicules modernes vont nous permettre d'exploiter le réseau de manière plus performante et d'apporter un service de qualité aux usagers, annonce Audrey Lambert, représentant le directeur de la TCVO. Un site dédié est ouvert depuis le 26 avril 2019 sur le net. Consultable en mode nomade, sur tablette et smartphone, ce site est doté d'une cartographie interactive. L'information y est personnalisée via le compte de l'usager. À l'heure du numérique, TCVO est également présent sur les réseaux sociaux et depuis le début de l'année sur Instagram. Nous développons en permanence des outils de communication pour accompagner la croissance du réseau.

## Lignes du réseau

### Présentation
Le réseau de transport urbain TCVO est un service de transport en commun sur la commune de Orange.

### Lignes urbaine
| Ligne | Caractéristiques | Caractéristiques                           | Caractéristiques                           | Caractéristiques                           | Caractéristiques                           | Caractéristiques                           | Caractéristiques                           | Caractéristiques                           | Caractéristiques                           |
| L1    | Aygues ⥋ Orange les vignes                                                                                                 | Aygues ⥋ Orange les vignes                 | Aygues ⥋ Orange les vignes                 | Aygues ⥋ Orange les vignes                 | Aygues ⥋ Orange les vignes                 | Aygues ⥋ Orange les vignes                 | Aygues ⥋ Orange les vignes                 | Aygues ⥋ Orange les vignes                 | Aygues ⥋ Orange les vignes                 |
| ----- | --- | ------------------------------------------ | ------------------------------------------ | ------------------------------------------ | ------------------------------------------ | ------------------------------------------ | ------------------------------------------ | ------------------------------------------ | ------------------------------------------ |
| L1    | Ouverture / Fermeture 10 mai 2010 / —                                                                                      | Longueur —                                 | Durée 37-44 min                            | Nb. d’arrêts 12                            | Matériel Midibus                           | Jours de fonctionnement L, Ma, Me, J, V, S | Jour / Soir / Nuit / Fêtes O / N / N / N   | Voy. / an —                                | Exploitant Transdev Vaucluse               |
| L1    | Desserte : - Principaux arrêts de la ligne : Aygues ↔ Artaud ↔ Pourtoules ↔ Gare SNCF ↔ Orange les vignes                  |                                            |                                            |                                            |                                            |                                            |                                            |                                            |                                            |
| L1    | Autre : - Date de dernière mise à jour : 16 août 2024.                                                                     |                                            |                                            |                                            |                                            |                                            |                                            |                                            |                                            |
| L1    | Dernière actualisation : —                                                                                                 |                                            |                                            |                                            |                                            |                                            |                                            |                                            |                                            |
| L2    | Debussy ⥋ Hôpital | Debussy ⥋ Hôpital                          | Debussy ⥋ Hôpital                          | Debussy ⥋ Hôpital                          | Debussy ⥋ Hôpital                          | Debussy ⥋ Hôpital                          | Debussy ⥋ Hôpital                          | Debussy ⥋ Hôpital                          | Debussy ⥋ Hôpital                          |
| L2    | Ouverture / Fermeture 10 mai 2010 / —                                                                                      | Longueur —                                 | Durée 24-26 min                            | Nb. d’arrêts 9                             | Matériel Midibus                           | Jours de fonctionnement L, Ma, Me, J, V, S | Jour / Soir / Nuit / Fêtes O / N / N / N   | Voy. / an —                                | Exploitant Transdev Vaucluse               |
| L2    | Desserte : - Principaux arrêts de la ligne : Debussy ↔ Collège Giono ↔ Pourtoules ↔ Hopital                                |                                            |                                            |                                            |                                            |                                            |                                            |                                            |                                            |
| L2    | Autre : - Date de dernière mise à jour : 16 août 2024.                                                                     |                                            |                                            |                                            |                                            |                                            |                                            |                                            |                                            |
| L2    | Dernière actualisation : —                                                                                                 |                                            |                                            |                                            |                                            |                                            |                                            |                                            |                                            |
| L3    | Parking du Bourbonnais ⥋ Centre funéraire                                                                                  | Parking du Bourbonnais ⥋ Centre funéraire  | Parking du Bourbonnais ⥋ Centre funéraire  | Parking du Bourbonnais ⥋ Centre funéraire  | Parking du Bourbonnais ⥋ Centre funéraire  | Parking du Bourbonnais ⥋ Centre funéraire  | Parking du Bourbonnais ⥋ Centre funéraire  | Parking du Bourbonnais ⥋ Centre funéraire  | Parking du Bourbonnais ⥋ Centre funéraire  |
| L3    | Ouverture / Fermeture 10 mai 2010 / —                                                                                      | Longueur —                                 | Durée 21-30 min                            | Nb. d’arrêts 8                             | Matériel Midibus                           | Jours de fonctionnement L, Ma, Me, J, V, S | Jour / Soir / Nuit / Fêtes O / N / N / N   | Voy. / an —                                | Exploitant Transdev Vaucluse               |
| L3    | Desserte : - Principaux arrêts de la ligne : Parking du Bourbonnais ↔ Pourtoules ↔ Les sables ↔ Centre funéraire           |                                            |                                            |                                            |                                            |                                            |                                            |                                            |                                            |
| L3    | Autre : - Date de dernière mise à jour : 16 août 2024.                                                                     |                                            |                                            |                                            |                                            |                                            |                                            |                                            |                                            |
| L3    | Dernière actualisation : —                                                                                                 |                                            |                                            |                                            |                                            |                                            |                                            |                                            |                                            |
| L4    | Parking du Bourbonnais ⥋ Orange les vignes                                                                                 | Parking du Bourbonnais ⥋ Orange les vignes | Parking du Bourbonnais ⥋ Orange les vignes | Parking du Bourbonnais ⥋ Orange les vignes | Parking du Bourbonnais ⥋ Orange les vignes | Parking du Bourbonnais ⥋ Orange les vignes | Parking du Bourbonnais ⥋ Orange les vignes | Parking du Bourbonnais ⥋ Orange les vignes | Parking du Bourbonnais ⥋ Orange les vignes |
| L4    | Ouverture / Fermeture 10 mai 2010 / —                                                                                      | Longueur —                                 | Durée 29-34 min                            | Nb. d’arrêts 25                            | Matériel Midibus Standards                 | Jours de fonctionnement L, Ma, Me, J, V, S | Jour / Soir / Nuit / Fêtes O / N / N / N   | Voy. / an —                                | Exploitant Transdev Vaucluse               |
| L4    | Desserte : - Principaux arrêts de la ligne : Parking du Bourbonnais ↔ Coudoulet ↔ Pourtoules ↔ Piscine ↔ Orange les vignes |                                            |                                            |                                            |                                            |                                            |                                            |                                            |                                            |
| L4    | Autre : - Date de dernière mise à jour : 16 août 2024.                                                                     |                                            |                                            |                                            |                                            |                                            |                                            |                                            |                                            |
| L4    | Dernière actualisation : —                                                                                                 |                                            |                                            |                                            |                                            |                                            |                                            |                                            |                                            |

### Les Augustines
| Ligne     | Caractéristiques | Caractéristiques                                             | Caractéristiques                                             | Caractéristiques                                             | Caractéristiques                                             | Caractéristiques                                             | Caractéristiques                                             | Caractéristiques                                             | Caractéristiques                                             |
| Navette A | Circulaire | Circulaire                                                   | Circulaire                                                   | Circulaire                                                   | Circulaire                                                   | Circulaire                                                   | Circulaire                                                   | Circulaire                                                   | Circulaire                                                   |
| Navette A | Arc de Triomphe Parking ⥋ Arc de Triomphe Parking | Arc de Triomphe Parking ⥋ Arc de Triomphe Parking            | Arc de Triomphe Parking ⥋ Arc de Triomphe Parking            | Arc de Triomphe Parking ⥋ Arc de Triomphe Parking            | Arc de Triomphe Parking ⥋ Arc de Triomphe Parking            | Arc de Triomphe Parking ⥋ Arc de Triomphe Parking            | Arc de Triomphe Parking ⥋ Arc de Triomphe Parking            | Arc de Triomphe Parking ⥋ Arc de Triomphe Parking            | Arc de Triomphe Parking ⥋ Arc de Triomphe Parking            |
| --------- | --- | ------------------------------------------------------------ | ------------------------------------------------------------ | ------------------------------------------------------------ | ------------------------------------------------------------ | ------------------------------------------------------------ | ------------------------------------------------------------ | ------------------------------------------------------------ | ------------------------------------------------------------ |
| Navette A | Ouverture / Fermeture — / — | Longueur —                                                   | Durée 40 min                                                 | Nb. d’arrêts 9                                               | Matériel —                                                   | Jours de fonctionnement L, Ma, Me, J, V, S                   | Jour / Soir / Nuit / Fêtes O / N / N / N                     | Voy. / an —                                                  | Exploitant Transdev Vaucluse                                 |
| Navette A | Desserte : - Principaux arrêts de la ligne : Arc de Triomphe ↔ Alessandrini ↔ Place de la République ↔ Théâtre Antique → Théâtre Municipal ↔ Colline St Eutrope ↔ Théâtre Municipal ↔ Place de la République ↔ Arc de Triomphe Parking |                                                              |                                                              |                                                              |                                                              |                                                              |                                                              |                                                              |                                                              |
| Navette A | Autre : - Date de dernière mise à jour : 16 août 2024. |                                                              |                                                              |                                                              |                                                              |                                                              |                                                              |                                                              |                                                              |
| Navette A | Dernière actualisation : — |                                                              |                                                              |                                                              |                                                              |                                                              |                                                              |                                                              |                                                              |
| Navette B | Hotels / Maison des associations Parking ⥋ Théâtre Municipal | Hotels / Maison des associations Parking ⥋ Théâtre Municipal | Hotels / Maison des associations Parking ⥋ Théâtre Municipal | Hotels / Maison des associations Parking ⥋ Théâtre Municipal | Hotels / Maison des associations Parking ⥋ Théâtre Municipal | Hotels / Maison des associations Parking ⥋ Théâtre Municipal | Hotels / Maison des associations Parking ⥋ Théâtre Municipal | Hotels / Maison des associations Parking ⥋ Théâtre Municipal | Hotels / Maison des associations Parking ⥋ Théâtre Municipal |
| Navette B | Ouverture / Fermeture — / — | Longueur —                                                   | Durée 6-8 min                                                | Nb. d’arrêts 6                                               | Matériel —                                                   | Jours de fonctionnement L, Ma, Me, J, V, S                   | Jour / Soir / Nuit / Fêtes O / N / N / N                     | Voy. / an —                                                  | Exploitant Transdev Vaucluse                                 |
| Navette B | Desserte : - Principaux arrêts de la ligne : Hotels / Maison des associations ↔ Saint Exupéry ↔ La Brunette ↔ Intermarché Sud ↔ Gasparin ↔ Théâtre Municipal                                                                           |                                                              |                                                              |                                                              |                                                              |                                                              |                                                              |                                                              |                                                              |
| Navette B | Autre : - Date de dernière mise à jour : 16 août 2024. |                                                              |                                                              |                                                              |                                                              |                                                              |                                                              |                                                              |                                                              |
| Navette B | Dernière actualisation : — |                                                              |                                                              |                                                              |                                                              |                                                              |                                                              |                                                              |                                                              |

## Parc de véhicules
En août 2024, le parc d'autobus du réseau TCVO est composé de 13 véhicules dont 2 bus standards, 10 midibus et 1 minibus. Au sein de cette flotte, les autres véhicules sont équipés de moteurs Diesel.

### Bus standards
| Constructeur | Modèle           | Nombre | Numéros de parc | Période de mise en service | Affectation | Observation |
| ------------ | ---------------- | ------ | --------------- | -------------------------- | ----------- | ----------- |
| Iveco Bus    | Crossway LE Line | 2      | 25787-25788     | Février 2017               | L4          | –           |

### Midibus
| Constructeur | Modèle   | Nombre | Numéros de parc                              | Période de mise en service   | Affectation    | Observation      |
| ------------ | -------- | ------ | -------------------------------------------- | ---------------------------- | -------------- | ---------------- |
| Heuliez Bus  | GX 117   | 1      | 91251                                        | Février 2002                 | L1, L2, L3, L4 | Réforme en cours |
| Heuliez Bus  | GX 127   | 2      | 70826, 97355                                 | Entre avril 2008 et mai 2008 | L1, L2, L3, L4 | –                |
| Heuliez Bus  | GX 127 L | 1      | 99202                                        | Mars 2009                    | L1, L2, L3, L4 | –                |
| Heuliez Bus  | GX 137   | 6      | 72927, 102302, 105106-105107, 108080, 108251 | Entre avril 2016 à mars 2021 | L1, L2, L3, L4 | –                |

### Minibus
| Constructeur | Modèle    | Nombre | Numéros de parc | Période de mise en service | Affectation | Observation |
| ------------ | --------- | ------ | --------------- | -------------------------- | ----------- | ----------- |
| Iveco Bus    | S'Cool 34 | 1      | 103040          | Janvier 2019               | L2          | –           |

### Dépôts
- Le dépôt de Transdev Vaucluse est situé dans la principauté, au 173 Rue du Petit Gigognan, 84000 Avignon